# Brachyolene ochreosignata
Brachyolene ochreosignata es una especie de escarabajo de la familia Cerambycidae. Fue descrita por Stephan von Breuning en 1940. Se encuentra en la República Centroafricana y Gabón.